# Christine St-Pierre
Pour les articles homonymes, voir St-Pierre.
Christine St-Pierre, née le 10 juin 1953, est une journaliste et femme politique québécoise.
Après avoir été, pour la télévision de Radio-Canada, courriériste parlementaire à Québec puis à Ottawa, ensuite correspondante à Washington en pleine crise des attentats du 11 septembre 2001, elle est, de 2007 à 2022, la députée libérale de la circonscription d'Acadie à l'Assemblée nationale du Québec et la ministre de la Culture, des Communications et de la Condition féminine de 2007 à 2012.
Elle est ministre des Relations internationales et de la Francophonie du Québec et ministre responsable de la région des Laurentides durant le mandat du premier ministre Philippe Couillard de 2014 à 2018.

## Biographie
Née à Saint-Roch-des-Aulnaies, le 10 juin 1953, Christine St-Pierre étudie au Cégep de La Pocatière ainsi qu'en sciences sociales (1972-1976) à l’Université de Moncton, puis fait carrière en journalisme à la Société Radio-Canada, pendant plus de trente ans.
En 1992, elle devient courriériste parlementaire à l'Assemblée nationale du Québec puis à Ottawa pour la Société Radio-Canada de 1997-2001. En 2001, la journaliste devient correspondante à Washington. Avant de faire le saut en politique, elle redevient courriériste parlementaire à la Chambre des Communes à Ottawa pour la Société Radio-Canada (2005-2007).

## Carrière politique

### Premier mandat ministériel
Elle se porte candidate pour le Parti libéral du Québec lors des élections de 2007 dans la circonscription d'Acadie. Elle conclut son discours de candidature par une boutade : « Je sais une chose et vous aussi maintenant : il n'y a pas que des souverainistes à Radio-Canada… » Le 26 mars 2007, Christine St-Pierre est élue députée de l’Acadie. Le premier ministre Jean Charest lui confie la responsabilité du ministère de la Culture, des Communications et de la Condition féminine ainsi que de l’application de la Charte de la langue française le 18 avril 2007, lors de la formation du premier Conseil des ministres paritaire de l'histoire du Québec. Elle est reconduite dans ce poste le 18 décembre 2008.
Au cours de son mandat comme ministre de la Culture, des Communications et de la Condition féminine, Christine St-Pierre s'intéresse au patrimoine, notamment en ce qui a trait à la modernisation de la Loi sur les biens culturels qui deviendra la Loi sur le patrimoine culturel. Elle utilise également pour la première fois depuis 40 ans, le droit de préemption d'une ministre de la Culture pour la préservation de la vocation de la bibliothèque Saint-Sulpice de Montréal. 
La ministre St-Pierre fait aussi de l’amélioration des conditions de vie des femmes une priorité en proposant un amendement à la Charte des droits et libertés du Québec, afin d'y inclure la notion d'égalité entre les hommes et les femmes. 
Sous son mandat, les infrastructures culturelles font un bon de géant grâce au programme québécois des infrastructures PIQ. Ainsi, le réseau des bibliothèques et salles de spectacles à travers tout le Québec est fortement amélioré. De plus, à Montréal, le Quartier des spectacles voit le jour. La Maison symphonie ainsi que la Maison de la danse sont inaugurées.

### Passage à l'opposition officielle
Réélue lors de l'élection de l'élection générale du 4 septembre 2012, Christine St-Pierre devient porte-parole de l'opposition officielle en matière de relations internationales et de francophonie du 26 septembre 2012 au 15 septembre 2013. Elle devient par la suite porte-parole pour la métropole et en matière de culture jusqu'à l'élection générale québécoise de 2014.

### Deuxième mandat ministériel
Le 23 avril 2014, Christine St-Pierre est nommée ministre des Relations internationales et de la Francophonie du Québec dans le gouvernement du premier ministre Philippe Couillard. Pendant son mandat, une toute nouvelle Politique internationale voit le jour en 2017. De plus, le réseau des représentations du Québec à l’étranger connaît une importante expansion les portant à 32 dans 18 pays.  Ainsi, une première délégation générale sur le continent africain est créée à Dakar au Sénégal en plus de l’ouverture de deux représentations à Rabat au Maroc et à Abidjan en Côte d’Ivoire. 
Fortement ébranlée par les attentats terroristes qui se multiplient chez nos partenaires européens, Christine St-Pierre s’intéresse également à la question de la radicalisation menant à la violence. Ainsi, elle convainc l’UNESCO de tenir à Québec une importante conférence sur la radicalisation menant à la violence sur internet. 
Sur le plan économique, Christine St-Pierre multiplie les démarches diplomatiques en faveur de l’Accord de libre échange Canada-UE et effectue et organise de nombreuses missions ministérielles aux États-Unis dans le cadre de la renégociation de l’ALENA. 

### Retour à l'opposition officielle
Elle est réélue lors des élections générales du 1er octobre 2018, malgré une défaite historique de son parti.
Dans l’opposition officielle, Christine St-Pierre exerce les responsabilités de porte parole en matière de langue, éthique et relations intergouvernementales. Elle préside la Commission des Transports et de l’Environnement en plus d’être la vice-présidente de la Commission spéciale sur l’exploitation sexuelle des mineurs. 
Le 31 août 2020, le récit autobiographique de Christine St-Pierre, intitulé Ici, Christine St-Pierre : De l’école de rang au rang de ministre, paraît aux éditions du Septentrion.
Le 21 mars 2022, elle annonce qu'elle ne sera pas candidate à l'élection de 2022.

## Déclarations chocs
En septembre 2006, elle soulève la surprise de la communauté journalistique en publiant dans La Presse une lettre appuyant la mission canadienne en Afghanistan. Elle sera suspendue pour un moment par Radio-Canada.
Dans l'un des premiers dossiers majeurs la concernant, elle reçoit des critiques lorsqu'elle brosse un portrait rassurant du français à Montréal en se basant sur un rapport dont la méthodologie est discutable.
Lors de son entrée en fonction, elle critique la décision de Mario Dumont de conserver comme membre de l'exécutif de son parti Jean-François Plante.
Au mois de septembre 2013, elle s'est excusée d'avoir dit « va chier » (à voix basse) à l'intention de la première ministre Pauline Marois, lors d'un débat à l'Assemblée nationale.
En juillet 2014, elle accuse son prédécesseur aux Relations internationales, Jean-François Lisée, d'avoir utilisé des fonds publics lors de missions internationales, afin d'aller rendre visite à sa femme et ses enfants en France. L'ex-ministre Lisée réfute ces allégations, qualifiant ses propos « d'atteinte à sa réputation » et demande à Christine St-Pierre de se rétracter, sans quoi il la poursuivra en justice pour diffamation.

## Résultats électoraux
|                                                                                               | Nom                            | Parti              | Nombre de voix | %      | Maj.  |
| --------------------------------------------------------------------------------------------- | ------------------------------ | ------------------ | -------------- | ------ | ----- |
|                                                                                               | Christine St-Pierre (sortante) | Libéral            | 14 305         | 53,8 % | 9 914 |
|                                                                                               | Sophie Chiasson                | Coalition avenir   | 4 391          | 16,5 % | -     |
|                                                                                               | Viviane Martinova-Croteau      | Québec solidaire   | 3 656          | 13,7 % | -     |
|                                                                                               | Farida Sam                     | Parti québécois    | 2 394          | 9 %    | -     |
|                                                                                               | Laurence Sicotte               | Vert               | 737            | 2,8 %  | -     |
|                                                                                               | Jocelyn Chouinard              | Conservateur       | 579            | 2,2 %  | -     |
|                                                                                               | Michel Welt                    | NPD Québec         | 442            | 1,7 %  | -     |
|                                                                                               | Yvon Breton                    | Marxiste-léniniste | 87             | 0,3 %  | -     |
| Total                                                                                         | Total                          | Total              | 26 591         | 100 %  |       |
| Le taux de participation lors de l'élection était de 54,2 % et 406 bulletins ont été rejetés. |                                |                    |                |        |       |

|                                                                                               | Nom                           | Parti              | Nombre de voix | %      | Maj.   |
| --------------------------------------------------------------------------------------------- | ----------------------------- | ------------------ | -------------- | ------ | ------ |
|                                                                                               | Christine St-Pierre (sortant) | Libéral            | 24 211         | 71 %   | 20 226 |
|                                                                                               | Évelyne Abitbol               | Parti québécois    | 3 985          | 11,7 % | -      |
|                                                                                               | Serge Pourreaux               | Coalition avenir   | 3 050          | 8,9 %  | -      |
|                                                                                               | Geneviève Dick                | Québec solidaire   | 2 241          | 6,6 %  | -      |
|                                                                                               | Alix Nyaburerwa               | Vert               | 405            | 1,2 %  | -      |
|                                                                                               | Julie Boivin                  | Option nationale   | 162            | 0,5 %  | -      |
|                                                                                               | Yvon Breton                   | Marxiste-léniniste | 67             | 0,2 %  | -      |
| Total                                                                                         | Total                         | Total              | 34 121         | 100 %  |        |
| Le taux de participation lors de l'élection était de 69,7 % et 318 bulletins ont été rejetés. |                               |                    |                |        |        |

|                                                                                               | Nom                           | Parti            | Nombre de voix | %      | Maj.   |
| --------------------------------------------------------------------------------------------- | ----------------------------- | ---------------- | -------------- | ------ | ------ |
|                                                                                               | Christine St-Pierre (sortant) | Libéral          | 17 191         | 55,7 % | 11 798 |
|                                                                                               | Abel-Claude Arslanian         | Coalition avenir | 5 393          | 17,5 % | -      |
|                                                                                               | Rachid Bandou                 | Parti québécois  | 5 319          | 17,2 % | -      |
|                                                                                               | Marianne Breton-Fontaine      | Québec solidaire | 2 474          | 8 %    | -      |
|                                                                                               | Sébastien Croteau             | Option nationale | 512            | 1,7 %  | -      |
| Total                                                                                         | Total                         | Total            | 30 889         | 100 %  |        |
| Le taux de participation lors de l'élection était de 64,8 % et 416 bulletins ont été rejetés. |                               |                  |                |        |        |

|                                                                                               | Nom                           | Parti               | Nombre de voix | %      | Maj.   |
| --------------------------------------------------------------------------------------------- | ----------------------------- | ------------------- | -------------- | ------ | ------ |
|                                                                                               | Christine St-Pierre (sortant) | Libéral             | 15 145         | 67,2 % | 10 427 |
|                                                                                               | Marc-André Nolet              | Parti québécois     | 4 718          | 20,9 % | -      |
|                                                                                               | Ahamed Badawy                 | Action démocratique | 982            | 4,4 %  | -      |
|                                                                                               | André Parizeau                | Québec solidaire    | 958            | 4,2 %  | -      |
|                                                                                               | Nicolas Rémillard-Tessier     | Vert                | 747            | 3,3 %  | -      |
| Total                                                                                         | Total                         | Total               | 22 550         | 100 %  |        |
| Le taux de participation lors de l'élection était de 46,9 % et 304 bulletins ont été rejetés. |                               |                     |                |        |        |

|                                                                                             | Nom                       | Parti               | Nombre de voix | %      | Maj.   |
| ------------------------------------------------------------------------------------------- | ------------------------- | ------------------- | -------------- | ------ | ------ |
|                                                                                             | Christine St-Pierre       | Libéral             | 17 962         | 60,1 % | 12 992 |
|                                                                                             | Frédéric Lapointe         | Parti québécois     | 4 970          | 16,6 % | -      |
|                                                                                             | Charles Ghorayed          | Action démocratique | 4 327          | 14,5 % | -      |
|                                                                                             | Nicolas Rémillard-Tessier | Vert                | 1 500          | 5 %    | -      |
|                                                                                             | André Parizeau            | Québec solidaire    | 1 135          | 3,8 %  | -      |
| Total                                                                                       | Total                     | Total               | 29 894         | 100 %  |        |
| Le taux de participation lors de l'élection était de 62 % et 322 bulletins ont été rejetés. |                           |                     |                |        |        |